# Halny

El efecto de calentamiento del aire al descender por la ladera de sotavento, después de haber dejado su vapor en forma de nubes y lluvias en la cara de barlovento.

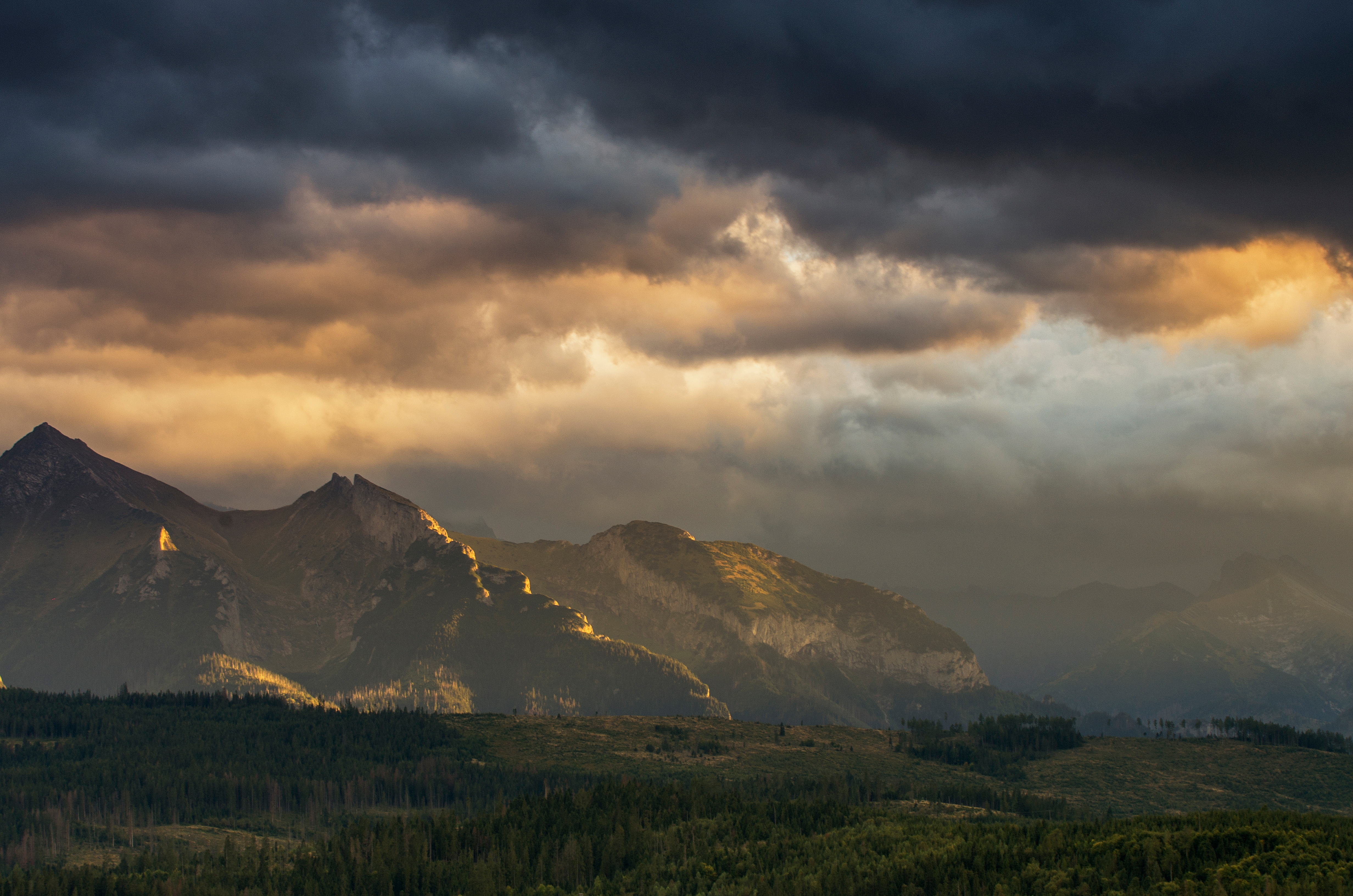
Los montes Tatra

Halny es un viento con efecto fohen que sopla en el sur de Polonia y en Eslovaquia en los montes Cárpatos. El halny más turbulento sopla en Podhale, viniendo desde el sur, baja por las laderas de los montes Tatra; en Eslovaquia, en el otro lado de las montañas, viene desde el norte.
Halny es una tormenta de viento cálida que sopla a través de los valles. A menudo es desastroso; arranca los tejados, causa avalanchas y, según algunas personas, puede tener cierta influencia en los estados mentales. La mayor parte de la veces, el halny aparece en octubre y noviembre, a veces en febrero y marzo, raramente en otros meses.
Halny reduce rápidamente la humedad del aire. El 30 de octubre de 2005, se registró una humedad relativa del 3% en el Kasprowy Wierch (un indicador idéntico al del Sahara). Una influencia similar de la montaña se registró en marzo de 1972 en Bielsko-Biała, cuando la humedad bajó a 4%.  El vapor de agua contenido en el aire se condensa, y sobre la cresta de los Tatras se forma una nube oblonga. La masa de aire después de pasar la cresta cae bruscamente hacia Zakopane. 
Por lo general, el halny sopla desde unas pocas horas hasta 2-3 días.  La temperatura en el lado polaco de los Tatras aumenta (alrededor de 1 °C / 100 m) y el viento sopla con rachas cálidas y violentas, entre ellos hay períodos característicos de "silencio". El viento de montaña suele aparecer en primavera u otoño, y dura desde varias horas hasta varios días. Suele terminar en lluvia o nieve.

## Clima y temperatura
El clima de Montes Tatras tiene muchas características en común con el clima alpino. Los más importantes son las bajas temperaturas promedio en el año, las altas variaciones de temperatura durante el día, los cambios bruscantes, la nubosidad frecuenta, un número significativo de días con precipitación (en las partes más altas de las montañas, la mayor parte de la precipitación es nieve), neblina, cubierta de nieve duradera, fuerte exposición al sol y vientos que suelen soplar desde el oeste y desde el suroeste. La mayoría de los fenómenos están relacionados con el paso de los frentes atmosféricos.
El invierno en los Tatras suele durar desde finales de noviembre hasta finales de marzo (en Zakopane) y desde mediados de octubre hasta principios de mayo, a la altura de Kasprowy Wierch. El mes más frío suele ser febrero, y el mes más caluroso es julio. La temperatura más alta registrada en Zakopane es de + 32.8 °C el 8 de agosto de 2013. Las características del clima de Tatra son la inversión invernal de la temperatura (alteraciones del principio: más alto, más frío) y tormentas de nieve a mediados del verano

## Halny del siglo
Durante los días 6 y  7 de mayo de 1968 se registró un episodio de föhn en montes Tatra, especialmente intenso en su sector occidental. “Halny del siglo” fue creado como resultado de la superposición del halny con corriente de chorro de baja esférica. En el observatorio meteorológico de Kasprowy Wierch, las ráfagas de montaña alcanzaron un récord de 288 km/h, pero debido a que la escala se había superado en el anemógrafo, podía tener incluso 300 km/h. El viento era tan fuerte que levantó piedras del tamaño de un puño. También este viento hizo un chorro de agua, transfiriendo parte del agua de uno de los estanques del Valle Gąsienicowa y luego lo estrelló en la pared occidental de pico Kościelec.

## Efectos sociales
El viento halny es uno de los fenómenos meteorológicos más interesantes de estudio por su relación con las patologías mentales. Precede a la caída de la presión del aire,  especialmente en personas hiperactivas y en aquellas que padecen enfermedades cardíacas y circulatorias.
El halny influye a la salud de las personas con trastornos cardiovasculares y depresivos empeora, el número de suicidios aumenta, especialmente en la fase inicial. La gente está nerviosa, está irritable, tiene peleas y hasta asesinatos. Algunos animales se comportan de manera extraña, por ejemplo, perros, gatos, caballos, vacas, pero también lobos

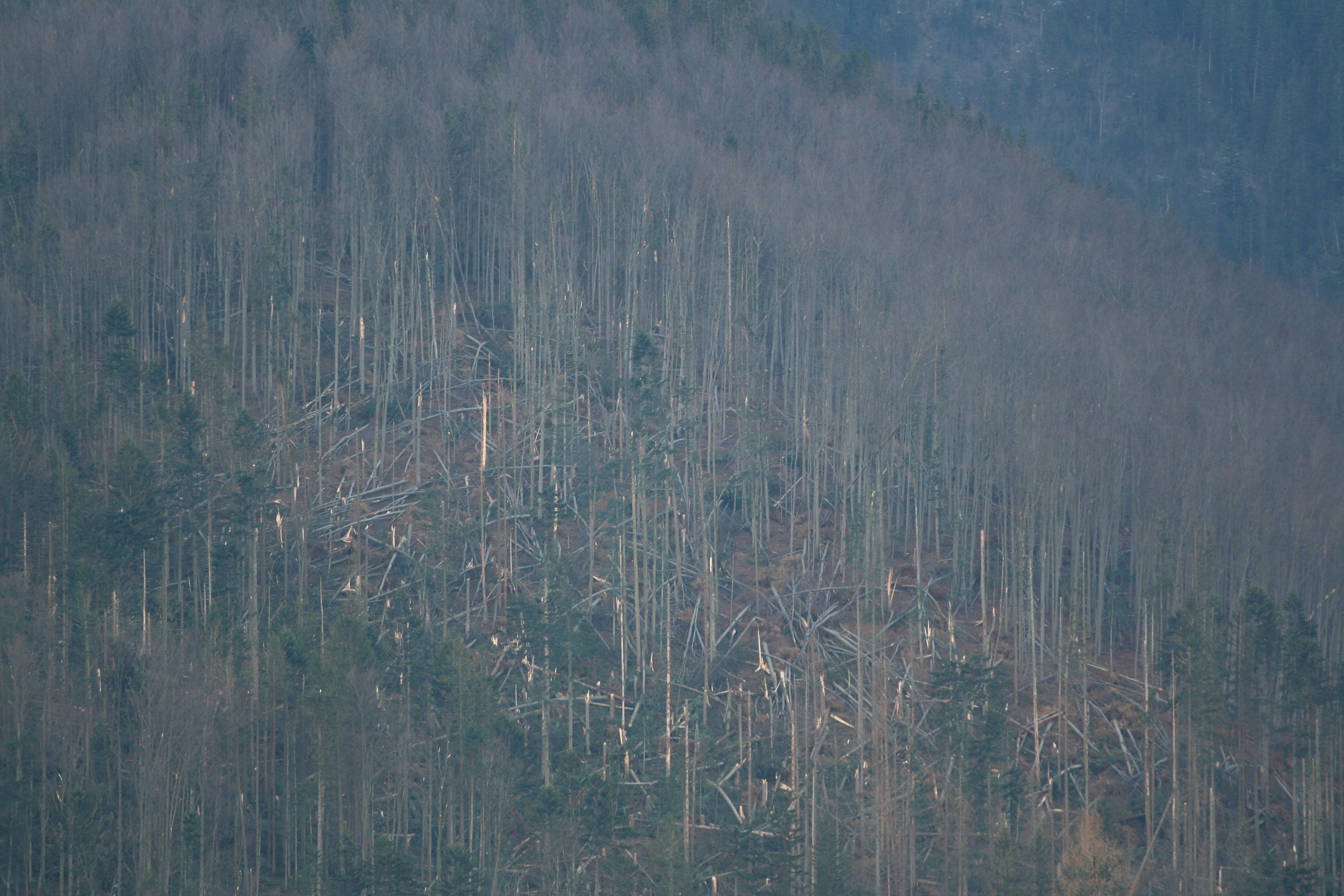
Daños provocados por el viento Halny